# أكاديمية السادات للعلوم الإدارية
أكاديمية السادات للعلوم الإدارية هيئة مصرية عامة ذات طابع علمي وثقافي تهدف إلى تنمية الإدارة في جميع المجالات والقطاعات، وعلى جميع المستويات، مرتكزة في تحقيق هذا الهدف على محاور والتدريب، والاستشارات، والبحوث والتعليم، وتقديم الخبرة الإدارية إلى مؤسسات الدولة.

## تاريخ

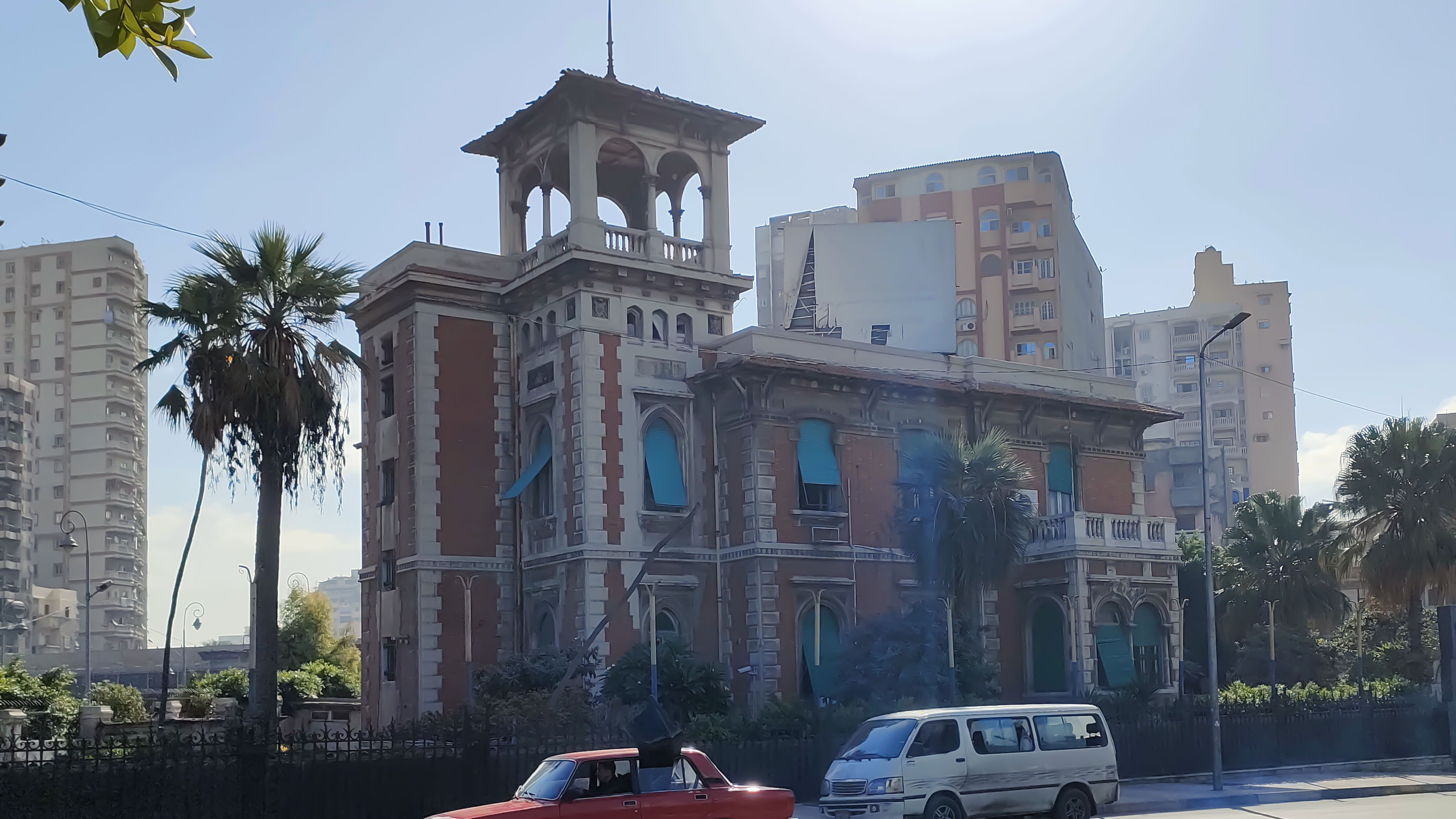
أكاديمية السادات فرع الإسكندرية

الهيئة الحالية نتيجة عدة تحولات جرت على مؤسسات سابقة. ففي عام 1954 أنشئ معهد الإدارة العامة الذي تحول فيما بعد إلى المعهد القومي للإدارة العليا، وفي عام 1967 أنشئ معهد الإدارة المحلية، وأدمج الاثنان في المعهد القومي للتنمية الإدارية عام 1971.
في فبراير عام 1981 أنشئت أكاديمية السادات للعلوم الإدارية بمقتضى القرار الجمهوري رقم 127 لسنة 1981 والذي تضمن إنشاء كلية الإدارة التي تمنح درجة البكالوريوس في العلوم الإدارية المعادلة من المجلس الأعلى للجامعات بالقرار رقم 3 لعام 1986، والقرار رقم 110 لسنة 2006.
صدر القرار الجمهوري رقم 556 لسنة 1982 بشأن إصدار اللائحة التنفيذية لأكاديمية السادات للعلوم الإدارية متضمنة كل ما يتعلق بالمعهد القومي للإدارة العليا، وأخيرا تلاه قرار رئيس الجمهورية رقم 30 لسنة 2004 بشأن إعادة تنظيم الأكاديمية باعتبارها هيئة عامة ذات طابع علمي وثقافي تتمتع بالشخصية الاعتبارية، والذي تضمن اختصاصات جديدة ودرجات علمية وتخصصات مستحدثة بالمعهد القومي للإدارة العليا.
كما أن الأكاديمية من المؤسسات العلمية التي تنطبق عليها أحكام القانون رقم 69 لسنة 1973، حيث يسرى على جميع شؤونها سائر أحكام قانون تنظيم الجامعات ولائحته التنفيذية، ويكون لها ما للجامعات من سلطات وعليها ما عليها من التزامات وذلك في كل ما يرد بشأنه نص خاص بالقرار الجمهوري المشار إليه.
يتكون الهيكل الإداري للأكاديمية من مجلس الأمناء والمجلس العلمي ورئيس الأكاديمية ونائبيه، وإدارة للشؤون القانونية ومركزا للمعلومات والتوثيق ودعم اتخاذ القرار.

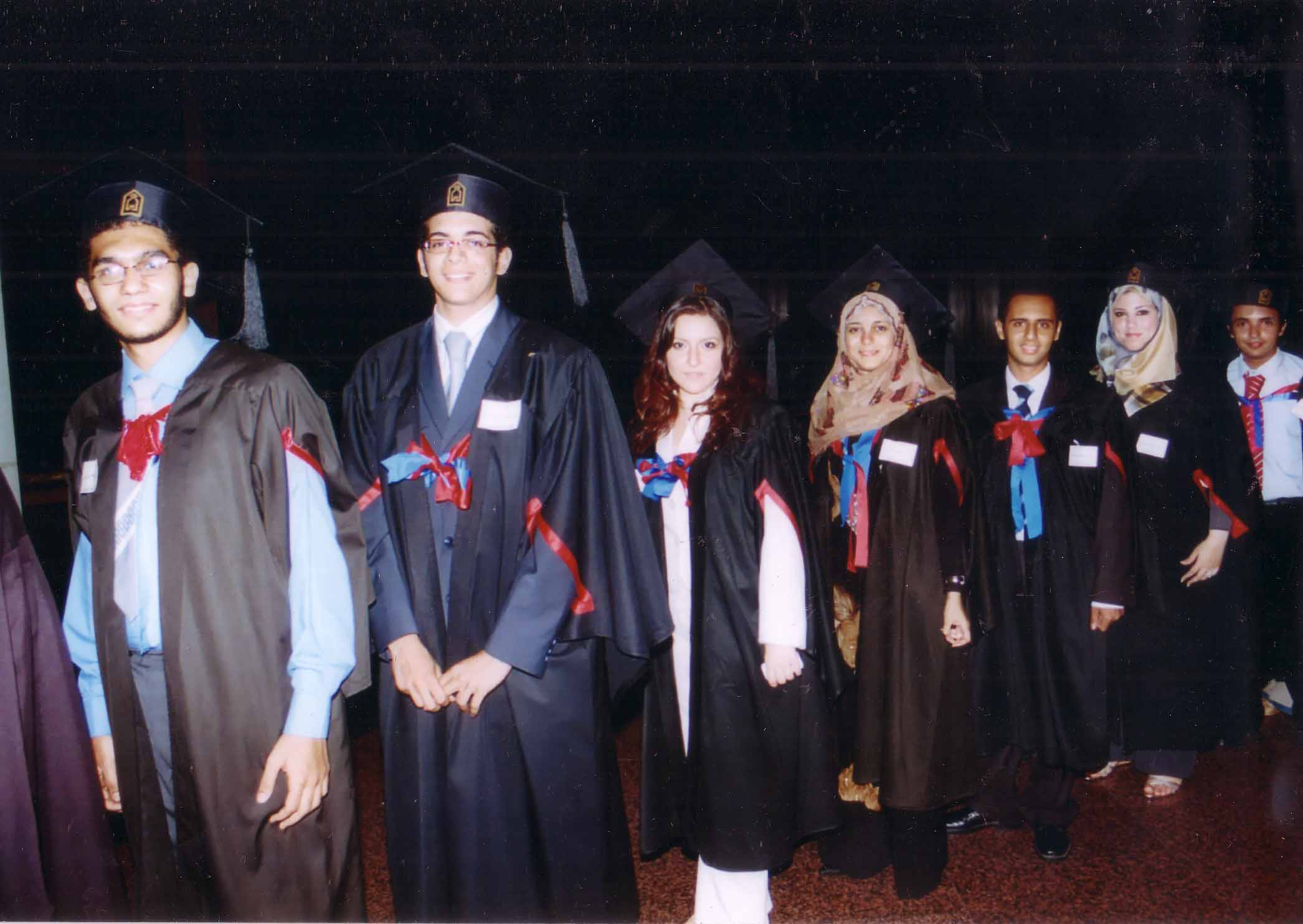
خريجون كلية الإدارة (الدفعة 23)

## مجلس الأمناء
هو مجلس جميع أعضائه معينون إضافة إلى الوزير المختص (حاليا وزير الدولة للتنمية الإدارية) الذي يرأس المجلس بصفته، ويتكون من:
- الوزير المختص، رئيسا للمجلس
- رئيس الأكاديمية، عضواً
- 10 أعضاء معينين من بين القيادات الإدارية الناجحة
- 4 أعضاء معينين من بين رؤساء منظمات الأعمال

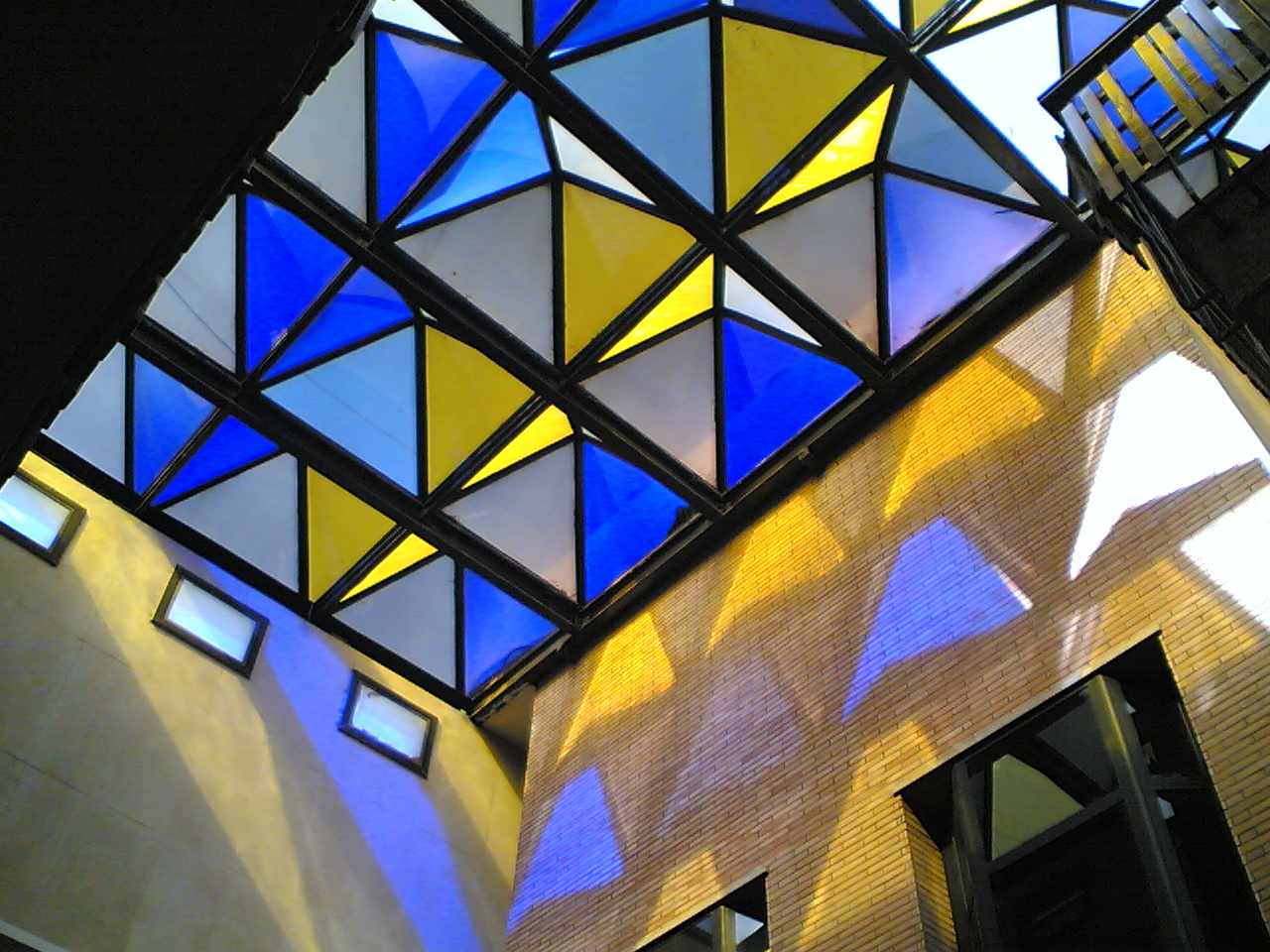
السقف الزجاجي لمبنى الأكاديمية

## المجلس العلمي للكلية
هو مجلس معين يتكون من أساتذة أكاديميين في علوم الإدارة والاقتصاد ورؤساء مؤسسات اقتصادية وطنية وعمداء كليات الإدارة التابعة للأكاديمية. وهو السلطة العليا المهيمنة على شؤون الأكاديمية وتصريف أمورها واتخاذ ما يراه لازما لتحقيق أهداف الأكاديمية.

## رئيس الأكاديمية
يرأس الجهاز التنفيذي للأكاديمية بإداراتها المختلفة والأقسام العلمية والأمانة العامة والإدارة المركزية للوحدات الاستشارية، وله نائبان:
- نائب الرئيس لشؤون التعليم والبحوث: مسؤولا عن كلية العلوم الإدارية في المقر الرئيسي وفروع الأكاديمية، والمعهد القومي للإدارة العليا في المقر الرئيسي وفروع الأكاديمية، ومركز البحوث الإدارية
- نائب الرئيس لشؤون التدريب ووحدات الإدارة المحلية: مسؤولا عن مركز التدريب الإداري ومركز تنمية الإدارة المحلية والبيئية ومركز الاستشارات الإدارية.

شغل منصب رئيس الأكاديمية:
- عمرو التقي: منذ 30 يوليو 2019

د ليلى لطفى من 2013 حتى 2019
- علاء الدين محمد الغزالي : منذ 24 يناير 2012 وحتى 2013
- أحمد محمود يوسف، منذ 9 أغسطس 2006, وحتى 24 يناير 2012
- هدى صقر، من 2005 وحتى 9 أغسطس 2006
- حمدى عبد العظيم
- أمين فؤاد الضرغامى
- محمد الشناوي العزازي، ما بين عامي 1996 و2000
- مصطفى رضا عبد الرحمن، ما بين عامي 1992 و1996
- عمرو عبد المجيد غنايم، ما بين عامي 1989 و1992
- عادل عبد الحميد عز، منذ إنشاءها إلى 1989

## الأقسام العلمية
تضم الأكاديمية الأقسام العلمية التالية:
- قسم إدارة الأعمال
- الإدارة العامة والمحلية
- إدارة الأفراد والعلوم السلوكية (الموارد البشرية)
- القانون الإداري
- المحاسبة
- الاقتصاد
- الرياضيات والإحصاء والتأمين
- الحاسب الآلي ونظم المعلومات
- إدارة الإنتاج
- اللغات : التسويق

## فروع الأكاديمية
الفرع الرئيسي كان في البداية في شارع رمسيس بوسط القاهرة (يعمل هذا المبنى حتى الآن للدورات التدريبية ثم نقلت الي حي المعادي بالقاهرة، ويوجد فروع أخرى في المنصورة وطنطا وبورسعيد والإسكندرية وأسيوط. كان يوجد للأكاديمية فرع في السعودية وألغي العقد بين البلدين وتجري مباحثات حاليا لافتتاح فرع paperPublic/Arti

## وصلات خارجية
- الموقع الرسمي لأكاديمية السادات للعلوم الإدارية
- منتدى طلاب الأكاديمية